# Стрелолист обыкновенный
Стрелоли́ст обыкнове́нный, или стрелоли́стный (лат. Sagittaria sagittifolia), также боло́тник — вид растений рода Стрелолист (Sagittaria) семейства Частуховые (Alismataceae).

## Другие названия
Как растение заметное с характерными легко узнаваемыми листьями, стрелолист известен также под большим числом народных и местных имён. Самое старое и часто встречающиеся из них — болотник (название, под которым также известно большое число других растений). Другие обиходные названия можно разделить на несколько групп, среди которых чаще всего встречается батлачик (батлан), гусятник, козлы, щучная трава, а также стрелка, стрельница и стрелица.

## Ботаническое описание
Многолетнее водное травянистое растение. Корневище короткое, покрытое многочисленными мочками и выпускающее при основании стебли из пазух нижних листьев длинные шнуровидные стелющиеся побеги, несущие на концах зимующие клубневидные почки. Стебель безлистный, прямой, простой или лишь в соцветии иногда немного ветвистый, 15—100 см высотой, обыкновенно погруженный в воду лишь нижней частью. Листья на одном и том же экземпляре нередко различные: выставляющиеся из воды — на длинных, при основании влагалищных черешках, со стреловидной пластинкой, имеющей 6—8 см длины и 1—3,5 см ширины; вниз обращенные, расходящиеся лопасти её почти такой же длины как и верхняя лопасть или короче, ланцетовидные, острые; верхняя нередко более широкая и в этом случае яйцевидно-ланцетовидная, менее острая. У листьев с плавающей на поверхности воды пластинкой, последняя более широкая, продолговато-яйцевидная, коротко-заостренная или тупая, при основании с короткими, иногда туповатыми лопастями; наконец, листья погруженные совсем в воду — широколинейные, с параллельными жилками, на верхушке притупленные.
Цветки на верхушке стебля в простой, реже ветвистой в нижней части кисти, расположены мутовчато по 3; женские — на коротких, мужские — на более длинных цветоножках, снабженных при основании буровато-перепончатыми яйцевидно-ланцетовидными прицветниками. Чашечка остающаяся, зелёная, листочки её ланцетовидные или эллиптические, тупые, по краям пленчатые, около 4 мм длиной и 2,5 мм шириной. Лепестки венчика белые, при основании с фиолетово-пурпуровым пятном, почти округлые, вдвое длиннее чашелистиков. Тычинки значительно короче чашелистиков, с плоскими, мало расширенными к основанию нитями и фиолетовыми пыльниками. Семянки косо-обратнояйцевидные, вверху сбоку с коротким прямым носиком, цельнокрайные, около 4—5 мм длиной и 3-4 мм шириной.

## Распространение
Произрастает на водно-болотных угодьях. Распространён в Европе от Ирландии и Португалии до Финляндии и Болгарии, встречается в России (включая Сибирь, Удмуртию и Кавказ), Украине, Японии, Турции, Китае, Австралии, Вьетнаме. В некоторых других странах выращивается в пищевых целях.

## Охрана
Включен в Красные книги субъектов Российской Федерации: Иркутская область, Республика Саха (Якутия). Также включен в Красную книгу Армении.

## Значение и применение
Медонос и пыльценос. Нектар выделяется при температуре воздуха не ниже 15—16 °С. При 20—24 °С за сутки один цветок дает до 0,5 мг нектара.

## Синонимы
- Alisma sagittaria Stokes (1812)
- Sagitta aquatica (Lam.) St.-Lag. (1889)
- Sagitta major Scop. (1772), nom. superfl.
- Sagitta palustris Bubani (1901)
- Sagittaria acuminata Sm. (1815)
- Sagittaria aquatica Lam. (1779)
- Sagittaria aquatica var. minor Gray (1822)
- Sagittaria bulbosa (Poir.) Donn (1811)
- Sagittaria gigantea H.Vilm. (1863), nom. illeg.
- Sagittaria heterophylla Schreb. (1811)
- Sagittaria lancifolia H.Vilm. (1863), nom. illeg.
- Sagittaria minor Mill. (1768)
- Sagittaria monoeca Gilib. (1782), opus utique oppr.
- Sagittaria sagittifolia var. aequiloba Schur (1866)
- Sagittaria sagittifolia var. angustata Tinant (1836)
- Sagittaria sagittifolia var. angustifolia Gaudin (1830)
- Sagittaria sagittifolia var. bollei Asch. & Graebn. (1897)
- Sagittaria sagittifolia var. divaricata Schur (1866)
- Sagittaria sagittifolia var. heterophylla (Schreb.) Schur (1866)
- Sagittaria sagittifolia var. minor (Mill.) Regel (1862), nom. illeg.
- Sagittaria sagittifolia var. stratiotes Bolle (1861)
- Sagittaria sagittifolia var. vallisneriifolia Coss. & Germ. (1845)
- Sagittaria sagittifolia subvar. butomoides Asch. & Graebn. (1897)
- Sagittaria sagittifolia subvar. pumila Asch. & Graebn. (1897)
- Sagittaria tenuior Gand. (1875)
- Sagittaria vulgaris Gueldenst. (1791)
- Vallisneria bulbosa Poir. (1808)

| |  |  |  |  |
| Ботанические иллюстрации (слева направо): Я. Штурма из книги Deutschlands Flora in Abbildungen, 1796; Я. Копса из книги Flora Batava, 1822; О. В. Томе из книги Flora von Deutschland, Österreich und der Schweiz, 1885; А. Маскле из книги Atlas des plantes de France, 1891; К. А. М. Линдмана из книги Bilder ur Nordens Flora, 1917—1926. |  |  |  |  |